# Karel de Vey Mestdagh
Karel de Vey Mestdagh (Rotterdam, 14 februari 1950) is een Nederlands voormalig diplomaat, schrijver en ontwerper.
Hij behaalde zijn HBS-A eindexamen op het Rotterdamsch Lyceum. Na zijn rechtenstudie in Utrecht was hij vier jaar als wetenschappelijk medewerker verbonden aan het Europa Instituut aldaar. In 1981 kwam De Vey Mestdagh in dienst bij het Ministerie Buitenlandse Zaken. Hij vervulde er onder meer de functies van adjunct-vertegenwoordiger bij de VN Voedsel- en Landbouworganisatie (FAO) in Rome (1984-1987), agent bij het Europees Hof voor de Rechten van de Mens in Straatsburg (1990-1996), Adviseur Koninkrijkszaken m.b.t. de buitenlandse betrekkingen van de Nederlandse Antillen en Aruba (2001-2009), en adviseur internationaal recht (2009-2014).
Naast werkgerelateerde bijdragen in kranten, tijdschriften en boeken, schreef De Vey Mestdagh verhalen en romans. Ook manifesteerde hij zich als tekstschrijver en liedjeszanger. Voor wielrenners ontwierp hij een antropometrisch computerprogramma. De Vey Mestdagh werd benoemd tot Ridder in de Orde van Oranje-Nassau en is lid van de Maatschappij der Nederlandse Letterkunde.

### Internationale betrekkingen
De Vey Mestdagh schreef over de internationale bescherming van mensenrechten opiniërende artikelen in onder andere de NRC Handelsblad, de Volkskrant en het Parool. Daarnaast heeft hij onder meer de volgende publicaties op zijn naam staan.
- 1979 - De Europese mogendheden in de Libanon omstreeks 1860, Spiegel Historiael
- 1979 - De rechten van de mens en het ontwikkelingsbeleid, Intermediair
- 1981 - The right to development, Netherlands International Law Review
- 1981 - Onderweg genoteerd (boekbespreking), Onze Wereld
- 1984 - Mechanisms of International Supervision (met Fried van Hoof), Kluwer, Deventer
- 1984 - De koppeling tussen ontwikkelingssamenwerking en mensenrechten, Europa Periodiek
- 1994 - Reform of the European Convention on Human Rights in a changing Europe, Martinus Nijhoff, Dordrecht
- 1996 - De rol van de Nederlandse agent in Straatsburg, NJCM Bulletin
- 2010 - De kristalnacht van onze rechtsstaat, NJCM Bulletin
- 2010 - Om piraterij uit te roeien moeten walproblemen worden opgelost, Weekblad Schuttevaer

### Ergonomie van het fietsen
De Vey Mestdagh ontwikkelde een meetsysteem dat wielrenners behulpzaam is bij het bepalen van een optimale fietshouding. Zijn onderzoek resulteerde in het succesvolle Cyclefit programma, dat sinds 1991 door de vakhandel in een aantal Europese landen wordt gebruikt om de juiste framemaat en afstelling van de fiets te adviseren.
- 1994 - De optimale fietshouding, Geneeskunde & Sport
- 1998 - In search of an optimum cycling posture, Applied Ergonomics

### Tekst & Muziek
Karel de Vey Mestdagh is actief als gitarist en tekstschrijver. Zijn werk werd uitgevoerd door Lenny Kuhr en Ruth Jacott. Een aantal composities zette hij ook zelf, als liedjeszanger, op de plaat.
- 1974 - KK Show, Philips/Phonogram (teksten en muziek)
- 1977 - Lenny Kuhr Theatertour (teksten)
- 1989 - Waku Waku, leader televisiequiz (tekst, met Toine Van Benthem)

Zijn meer recente werk, in het Engels, Frans en Nederlands wordt uitgebracht onder zijn artiestennaam Charlie DeVey op Youtube, Spotify en tal van andere andere streaming diensten
- 2020 - Tot wij weer samen zijn (EP)
- 2021 - Figs and thistles (Album)